# 290-ті до н. е.

## Події
- Елліністична Греція → Єгипет: правління Птолемея I Сотера;